# 김소영 (1991년)
김소영(1991년 6월 5일 ~ )은 대한민국의 배우 겸 인터넷 방송인이다.

## 학력
- 성균관대학교 연기예술학·연기 전공 졸업

## 연기 활동

### 드라마
- 1998년 MBC TV 《보고 또 보고》 ... 정금주 역 (윤해영 아역)
- 2001년 KBS 2TV 《명성황후》 ... 순명효황후 역 (이유리 아역)
- 2002년 SBS TV 《해뜨는 집》
- 2003년 SBS TV 《스크린》
- 2003년 MBC TV 《대장금》 ... 조방 역 (이혜상 아역)
- 2003년 KBS 1TV 《무인시대》
- 2005년 MBC TV 《굳세어라 금순아》 ... 장은진 역
- 2009년 KBS 1TV 《집으로 가는 길》 ... 박신애 역
- 2010년 KBS 2TV 《정글피쉬 2》 ... 한재은 역